# 花見山 (徳島県)
花見山（はなみやま）は、徳島県鳴門市鳴門町土佐泊浦にある山である。標高47.5m。

## 地理
鳴門市の北端にある大毛島の大毛山と三ツ石山の挟間に位置。春には450本のしだれ桜が咲き、花見の名所として知られる。他にもつつじが17,000本、もみじが200本、黄梅が2,000本、キリシマが600本、黄金マサキが1,000本、サザンカが1,000本、椿が200本など、様々な見どころがある。
頂上には「心の手紙館」があり、鳴門海峡が一望できる。心の手紙館までは山麓の駐車場から徒歩7分ほどで到着する。また山麓に約20台、山腹に約10台の駐車場がある。

## 心の手紙館
頂上にある施設で、自分が書いた手紙を1年から5年後（差出人の希望年月）に届けるサービスを行っている。
心の手紙館は、日本薬学の父と言われた徳島市出身の長井長義の長男・長井亜歴山（1877年-1966年）が建設した。亜歴山は外交官として活躍し、晩年は父の生まれ故郷である徳島に戻り、この地に洋館（現在の手紙館）を建てた。